# بسيلينوس
بسيلينوس هو شخصية في الأساطير اليونانية، ويُعتبر من الآلهة الصغيرة المرتبطة غالبًا بديونيسوس، إله الخمر، والجنون، والخصوبة. على الرغم من أنه ليس أحد الآلهة الكبرى، إلا أن دوره في الأساطير اليونانية كان مهمًا كرفيق لإله الخمر، وكمثال على الشخصيات الهزلية والمرحة في الميثولوجيا.

## من هو بسيلينوس؟
- بسيلينوس يُعتبر في بعض الروايات إما مخلوقًا شبه إلهي أو كائنًا بشريًا مسنًا غالبًا ما يُصوَّر كأب أو مدرّب ورفيق لديونيسوس.
- وُصف بسيلينوس عادةً كشيخ طويل اللحية، غريب الأطوار، ذو ملامح هزلية، وهو يمثل الجانب المرح والمجنون للإله ديونيسوس.
- في العديد من الأساطير، كان بسيلينوس مديرًا أو حارسًا لمجموعة من الساتيير (وهم مخلوقات تشبه البشر والماعز، تعيش في الغابات وتُعتبر مرتبطة بمعبودات الخمر والنشوة).

## دوره في الأساطير
1. رفيق ديونيسوس:
  - كان بسيلينوس واحدًا من رفاق ديونيسوس المخلصين، وقد شارك الإله في العديد من مغامراته واحتفالاته، خاصة تلك التي تتعلق بالخمر والجنون والإفراط في المتعة.
2. الشيخ الحكيم والمجنون:
  - في بعض القصص، يُعتبر بسيلينوس شخصية حكيمة، وهو يقدم نصائح وحكمًا، رغم أنه في حالات أخرى يُظهر طابعًا مجنونًا ومبتهجًا. كان يُعتقد أن بسيلينوس لديه قدرة خاصة على الرؤية المستقبلية أو التنبؤ بالأحداث، لكن هذا كان مصحوبًا أحيانًا بالجنون والسكر.
3. المخطط للاحتفالات والطقوس:
  - كان بسيلينوس يشرف على الاحتفالات الكبيرة التي يقيمها ديونيسوس، حيث تُعتبر هذه الاحتفالات التي تجمع الساتيير والناياديات (الآلهة المائية) من أبرز السمات في طقوس عبادة ديونيسوس.
4. الأسطورة الشهيرة:
  - واحدة من أشهر الأساطير التي يظهر فيها بسيلينوس تتعلق بـ خطفه من قبل ملك ميديا، حيث كان ملك ميديا يُدعى ميجادس، وكان قد أسرف في شرب الخمر مع بسيلينوس ثم قرر أن يحتفظ به كرهينة بعد أن اكتشف أنه لم يكن مجرد رجل مسن، بل كائن ذو قدرة على إخبار المستقبل. بعد بعض المفاوضات، عاد بسيلينوس إلى ديونيسوس بسلام، ولكن هذه الحكاية تبرز طابع بسيلينوس ككائن مسن وحكيم ولكنه لا يزال عرضة للجنون والسكر.

## صفات بسيلينوس
- يُصوَّر في كثير من الأحيان على أنه مسن وسمين، ذو لحية كثيفة وملامح قبيحة، في حين أنه يشتهر بطابعه الفكاهي.
- كان دائمًا يُحتفل به في طقوس الخمر والاحتفالات، إذ كان يشرب الخمر بشكل مفرط ويستمتع بالرقص والغناء.

## علاقة بسيلينوس بالساتير
كان بسيلينوس يترافق عادة مع الساتير، وهي مخلوقات نصف بشرية نصف حيوانية، مغطاة بالشعر وغالبًا ما تُصور بجسم يشبه الماعز. وكان الساتيير يرافقون ديونيسوس وبسيلينوس في رحلاتهم ومغامراتهم، وغالبًا ما كانوا يشاركون في المهرجانات التي تقام في معابد الإله.

## الدروس المستفادة من شخصية بسيلينوس
- شخصية بسيلينوس تمثل في الأساطير اليونانية الفوضى والجنون المرتبطين بالخمر والنشوة، حيث كان يسعى وراء التسلية والاحتفال بلا حدود.
- كما أنه يعكس صورة الشيخ الحكيم الذي يقدم النصائح، لكنه في الوقت نفسه يكون فاقدًا للاتزان في سلوكه بسبب تأثير الخمر.

## الخلاصة
بسيلينوس ليس فقط كائنًا مرتبطًا بالخمر والاحتفالات، بل كان يمثل الحكمة المجنونة والطابع الهزلي في الأساطير اليونانية. كان رفيقًا مهمًا لديوانيسوس في مغامراته، وكان جزءًا من المخلوقات التي تحتفل بالحياة بكل جنونها وفرحها.